# Síťová vrstva
Síťová vrstva (anglicky network layer) je v informatice název třetí vrstvy síťové architektury referenčního modelu ISO/OSI. Tato vrstva se stará o směrování v síti a síťové adresování. Poskytuje spojení mezi systémy, které spolu přímo nesousedí. Obsahuje funkce, které umožňují překlenout rozdílné vlastnosti technologií v přenosových sítích. Nejznámější protokol, který pracuje na této vrstvě je internetový protokol (IP).

## Příklady
- Internetový protokol
  - ICMP
- Internet Datagram Protocol
  - IPX
- NWLink
- Appletalk/DDP
- IPsec
- Packet Layer Protocol (X.25)
- MTP-3 - Message Transfer Part-3
- SCCP - Signalling Connection Control Part

## Funkce
Síťová vrstva poskytuje funkční a procesní prostředky pro přenášení datových sekvencí proměnné délky od zdroje k cíli prostřednictvím jedné nebo více sítí, při zachování kvality funkcí a služeb.
Funkce síťové vrstvy zahrnují:
Spojový model — nespojovaná komunikaceNapříklad, IP je nespojitá služba, protože datagram může cestovat od odesílatele k příjemci, aniž by příjemce potvrdil doručení. O potvrzení přijetí datagramu se starají jiné, vyšší vrstvy modelu.
AdresováníKaždý host sítě musí mít jedinečnou adresu, která určuje, kdo to je. Tato adresa je obvykle přiřazena z hierarchického systému. Na internetu jsou adresy známy jako adresy internetového protokolu (IP adresy).
Přeposílání zprávVzhledem k tomu, že sítě jsou rozděleny na podsítě a jsou připojeny k dalším sítím pro komunikace na velké oblasti, sítě používají speciální zařízení, které nazýváme brány nebo routery, aby předaly pakety mezi sítěmi. To je také v zájmu mobilních aplikací, kde se uživatel může pohybovat z jednoho místa do druhého a musí být vše nastaveno tak, aby ho jeho zprávy následovaly. Verze 4 (IPv4) internetového protokolu nebyla navržena s touto funkcí, i když existují rozšíření mobility. IPv6 má navrženo lepší řešení tohoto problému. V rámci vrstev modelu OSI síťová vrstva reaguje na žádosti o služby z transportní vrstvy a vydává servisní požadavky na vrstvu datového spojení.